# Liria Korçë
El Liria Korçë fue un equipo de fútbol de Albania que jugó en la Superliga de Albania, la primera división de fútbol en el país.

## Historia
Fue fundado en el año 1920 en la ciudad de Korçë como un equipo aficionado antes de iniciar la Segunda Guerra Mundial.
Luego de que terminara la Segunda Guerra Mundial el club participa por primera y única vez en la Superliga de Albania luego de que se reanudara en 1945, la cual estuvo cancelada por la guerra.
El club terminaría en cuarto lugar del Grupo A y es disuelto al finalizar la temporada.